# Che Guevara

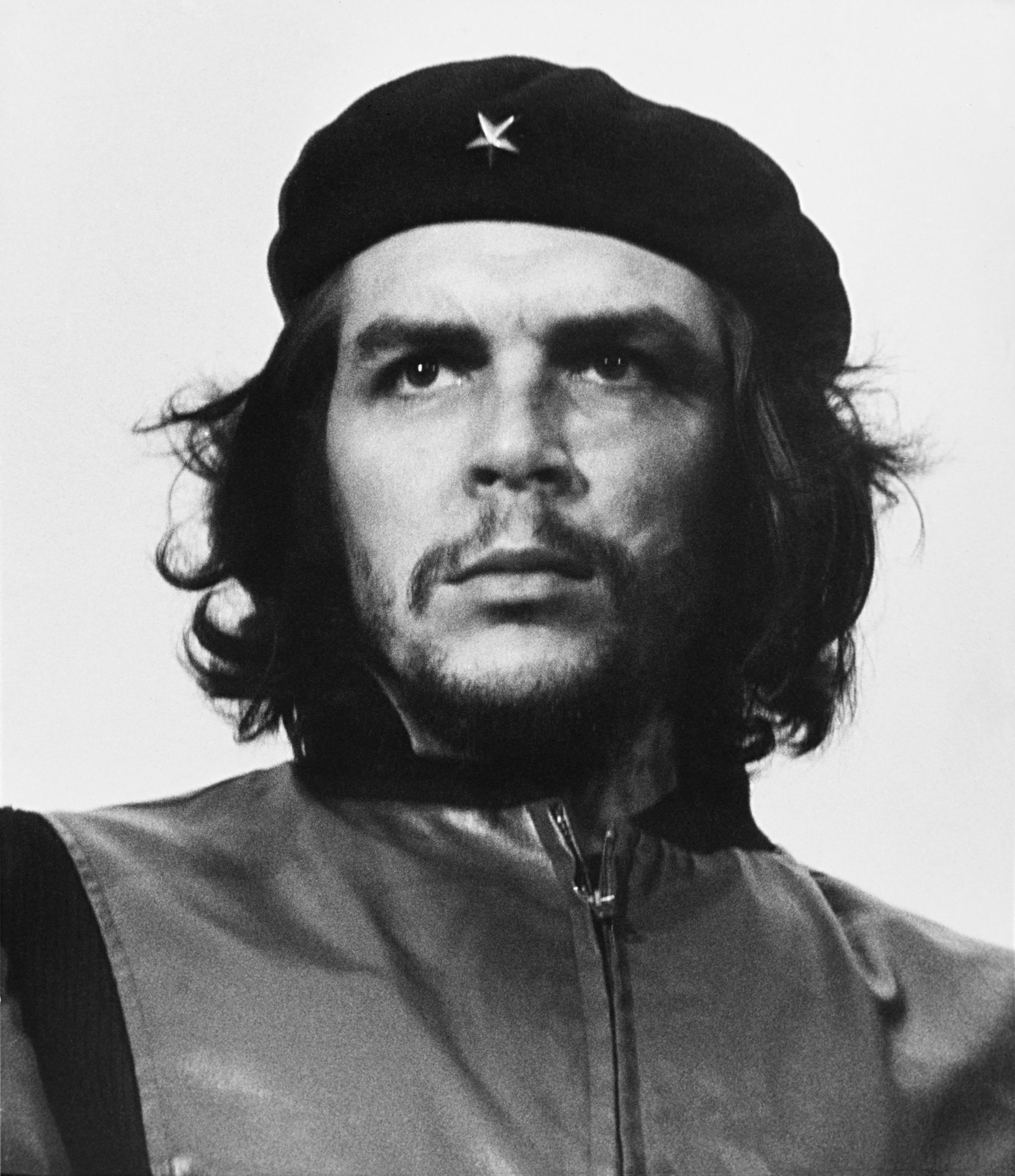
Guerrillero Heroico
Foto von Alberto Korda, 5. März 1960

Unterschrift von Che Guevara

Ernesto „Che“ Guevara (* offiziell 14. Juni 1928, nach anderen Quellen 14. Mai 1928 in Rosario, Argentinien; † 9. Oktober 1967 in La Higuera, Bolivien) war ein marxistischer Revolutionär, Guerillaführer und Autor. Er war von 1956 bis 1959 ein zentraler Anführer (Comandante) der Rebellenarmee der Kubanischen Revolution und ist neben Fidel Castro deren wichtigste Symbolfigur.
Guevara stammte aus einer bürgerlichen argentinischen Familie. Bereits seine während des Medizinstudiums erstellten Reisetagebücher hatten literarische Qualität und wurden mehrmals verfilmt. Einzelne seiner Schriften und Reden beeinflussten revolutionäre Strömungen weit über Kuba hinaus. Sein Leben wie auch die Umstände seines Todes und der posthume Personenkult um ihn waren und sind Gegenstand vielfältiger Betrachtungen in Filmen, Büchern und anderen Medien.
Die US-Zeitschrift Time zählte ihn 1999 zu den 100 einflussreichsten Menschen des 20. Jahrhunderts. Alberto Kordas Fotografie von Guevara, als Guerrillero Heroico betitelt, gilt als berühmtestes fotografisches Abbild einer Person und zählt zu den Medienikonen.

## Überblick

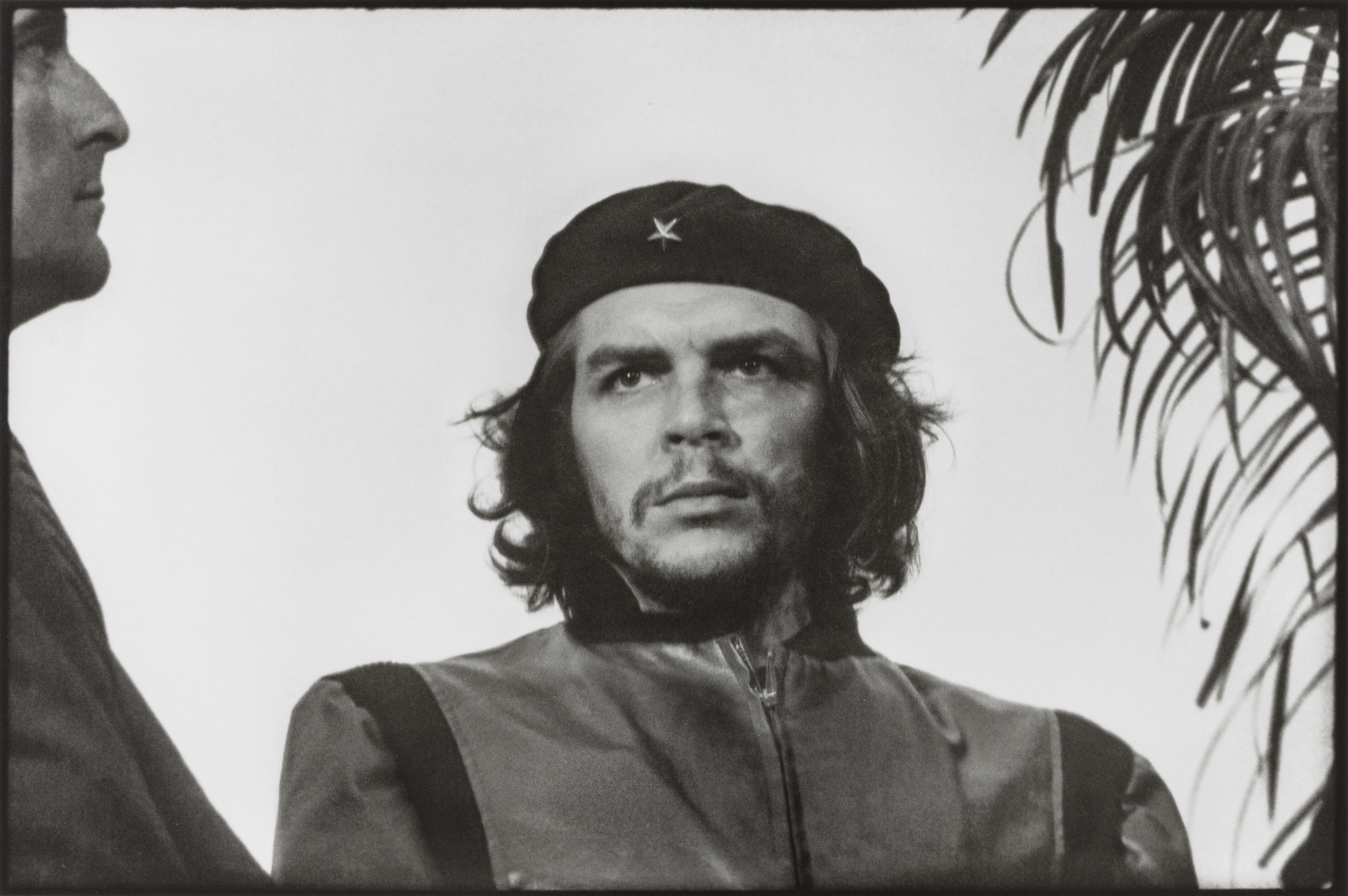
Das Originalbild von Alberto Korda, 5. März 1960

Guevaras Vorfahren waren argentinische Großbürger. Bereits während seines Medizinstudiums unternahm Guevara zahlreiche Reisen, die er umfangreich kommentierte und dokumentierte. Er empörte sich über die vielfach angetroffene wirtschaftliche Ungleichheit und soziale Ungerechtigkeit in Latein- und Mittelamerika. In Guatemala lernte er seine erste Frau kennen, eine Regierungsangestellte, die ihn mit weiteren politischen Aktivisten bekannt machte. Nach dem von den USA betriebenen Sturz der dortigen Regierung Jacobo Árbenz Guzmáns (am 27. Juni 1954) ging er nach Mexiko und traf dort 1955 auf Fidel Castro. Er schloss sich dessen Bewegung des 26. Juli an und ließ sich militärisch ausbilden. Im Dezember 1956 nahm er an der Landung von Castros Revolutionären auf Kuba teil, die den von den USA unterstützten Diktator Fulgencio Batista stürzen wollten. Er wurde während der Kubanischen Revolution zum Kommandanten („Comandante“) ernannt und spielte eine wichtige Rolle im – 1959 letztlich erfolgreichen – Guerillakrieg.
Guevara wurde von Castro als Industrieminister und danach als Leiter der kubanischen Zentralbank eingesetzt. Er strebte eine vollständige Verstaatlichung der kubanischen Wirtschaft und den Aufbau einer Schwerindustrie an. Kapitalflucht und die Auswanderung von über 10 % der Bevölkerung, nahezu der gesamten früheren Oberschicht, führten zu einem drastischen Rückgang von Wirtschaftsleistung und Produktivität. Auch die von Guevara mit anderen Ländern geschlossenen Handelsverträge verursachten in der Praxis erhebliche Schwierigkeiten. Weiterhin brachten Ches kritische Haltung gegenüber der „entstalinisierten“ Sowjetunion und seine politischen Sympathien für das China der Kulturrevolution  Konflikte mit Fidel Castro. Che trat 1964 nach der Rückreise von einem Konferenzauftritt in Algier, der großes internationales Aufsehen erregte, von allen Ämtern zurück und verschwand komplett aus der kubanischen Öffentlichkeit. Er versuchte vergeblich, in anderen Ländern das kubanische Revolutionsmodell voranzutreiben, so im Kongo und später in Bolivien. In Bolivien wurde er 1967 von Regierungssoldaten gefangen genommen und kurz darauf erschossen. Von Kubas kommunistischer Partei wird „el Che“ noch heute als Idol dargestellt.
Neben seinen Reiseaufzeichnungen und Tagebüchern, die mehrfach sehr erfolgreich herausgegeben und verfilmt wurden, seinen theoretischen Schriften und seinem politischen und militärischen Handeln ist insbesondere die posthume Wirkung Che Guevaras als Märtyrer und Idol der 68er-Bewegung und der lateinamerikanischen Linken von Bedeutung. Bereits 1968 erfolgte die erste kommerzielle Verfilmung seiner Biografie, der US-Film Che!.
Ches Selbstverpflichtung zu revolutionären Idealen machte ihn zu einem bedeutenden gesellschaftlichen Führer in Kuba. Sein Anspruch, den „Neuen Menschen“ weniger mit materiellen Anreizen als mit moralischen Ansprüchen, Selbstdisziplin und auch gewaltsamen Mitteln zu erzwingen, führte zu erheblichen Konflikten im nachrevolutionären Kuba. Seine Wirtschaftspolitik war wenig erfolgreich. Kritiker machen ihn darüber hinaus für politische Unterdrückung und die Exekution zahlreicher Gegner verantwortlich.
Als „romantischer Held“, nach Sean O’Hagan in der Nachfolge Lord Byrons, gilt er bei seinen Anhängern – weit über Kuba und Südamerika hinaus auch in den Industrieländern – als Synonym für Widerstand, Emanzipation und Rebellion.
Auch Ches bekannte Abbilder entwickelten sich zu allgegenwärtigen Symbolen für Widerstand und Protest. Als Medienikone der 1960er Jahre wird das berühmte und nicht geschützte (das revolutionäre Kuba hatte Vereinbarungen zum Urheberrecht gekündigt) Porträt Guerrillero Heroico weltweit vermarktet. Dieses Porträt wurde auch auf der 3-CUP-Banknote abgebildet.

## Leben

### Kindheit und Jugend

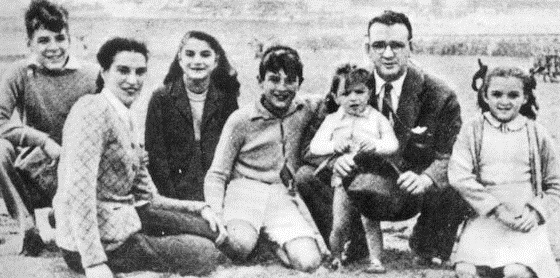
Als Junge (links) mit seinen Eltern und Geschwistern, ca. 1942. Rechts von ihm: Celia (Mutter), Celia (Schwester), Roberto, Juan Martín, Ernesto (Vater) und Ana María.

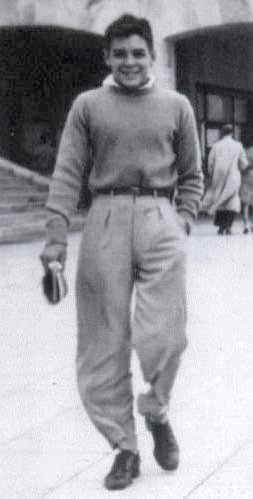
Um 1945 in Argentinien

Ernesto Guevara wurde während einer Schiffsreise bei einem Zwischenhalt in Rosario geboren. Seine Eltern Celia de la Serna y Llosa (1906–1965) und Ernesto Rafael Guevara Lynch (1901–1987) hatten auch baskische und irische Vorfahren und waren aus gutbürgerlichen Verhältnissen ausgebrochen. Sie waren kurz nach der Hochzeit im November 1927 von Buenos Aires nach Puerto Caraguatay in der Provinz Misiones gezogen, um dort eine Mateplantage zu betreiben. Das Unternehmen lief nicht besonders gut, zeitweilig litt die Familie auch unter finanziellen Engpässen, wobei sie auf geerbte Wertpapiere zurückgreifen konnte.
Im Alter von zwei Jahren erlitt Guevara seinen ersten Asthmaanfall. Die Krankheit begleitete ihn sein Leben lang und prägte seine Persönlichkeit und Entwicklung. Im Jahr 1932 zog die Familie auf ärztlichen Rat in die Stadt Alta Gracia, Argentinien. Zunächst wurde er zu Hause von seiner Mutter unterrichtet, las viel – unter anderem Werke der europäischen Literatur in der bedeutenden Bibliothek seiner Familie – und lernte Französisch, das er noch als Erwachsener fließend sprach. Als die Asthmaschübe später seltener wurden, wurde er dazu verpflichtet, doch die Schule zu besuchen. Die Krankheit hinderte ihn auch nicht daran, mit anderen Kindern zu spielen und intensiv Sport zu treiben.
Durch seine Familie, die inzwischen durch die Geburten seiner Geschwister Celia (* 1929), Roberto (* 1932), Ana Maria (* 1934) und Juan Martín (* 1942) auf sieben Personen angewachsen war, wurde er schon früh politisch geprägt. Als nach dem Militärputsch Francos 1936 der Spanische Bürgerkrieg ausbrach, wurde ihr Haus zum Treffpunkt spanischer republikanischer Exilanten. Im Jahr 1941 wechselte er auf das Dean-Funes-Gymnasium in Córdoba, was bedeutete, dass er für den Schulweg insgesamt täglich 70 km zu bewältigen hatte.
Im Jahr 1943 wechselte Ernestos Schwester Celia auf eine Schule in Córdoba – die Eltern zogen dorthin, um den Kindern den beschwerlichen Schulweg zu ersparen. 1946 trennten sich seine Eltern. Guevara erlebte im selben Jahr das Sterben seiner Großmutter unmittelbar mit. Auch deswegen entschied er sich nach bestandener Abiturprüfung in Buenos Aires, wo er bei seiner Mutter lebte, Medizin zu studieren.
Trotz der asthmatischen Anfälle war Guevara in seiner Jugend ein hervorragender Sportler, der Schwimmen, Fußball, Golf und Schießen liebte und außerdem ein „unermüdlicher“ Radfahrer war. Vor allem aber war er ein begeisterter Rugbyspieler und spielte beim Club Universitario de Buenos Aires auf der Position des Verbinders. Aufgrund seines aggressiven Spielstils lautete sein Spitzname Fuser – eine Verschmelzung von el Furibundo (der Furiose) und dem Nachnamen seiner Mutter (de la Serna).

### Studium und Reisen

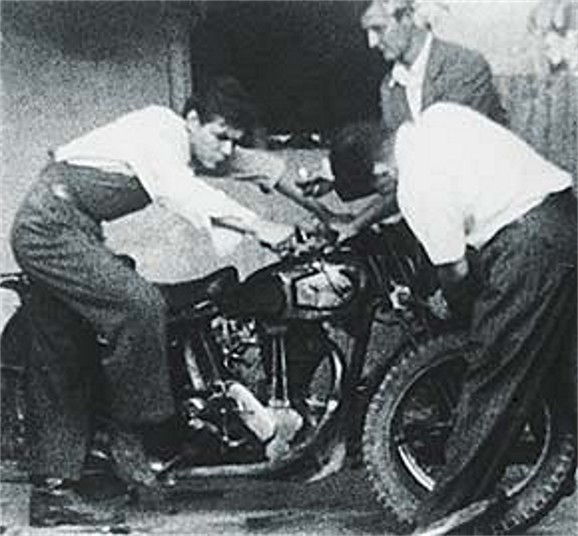
1952: Che Guevara (links) mit der Poderosa II genannten Norton 18 (Baujahr 1935)

Guevara unterbrach sein Medizinstudium mehrmals für umfangreiche Reisen durch Argentinien und Südamerika. Im Oktober 1950 lernte er Maria del Carmen Ferreyra, eine Millionärstochter, kennen und lieben. Die Beziehung war nicht von Dauer. Ein Jahr vor Guevaras Staatsexamen brach er im Dezember 1951 zusammen mit einem Freund, dem angehenden Biochemiker Alberto Granado, in Córdoba auf, um mit einer Norton Modell 18 den lateinamerikanischen Kontinent zu erkunden und unter anderem – ein sehr prägendes Erlebnis – eine Lepra-Kolonie in Peru zu besuchen. Guevara war mit der Ansicht aufgebrochen, in ganz Südamerika seien die Verhältnisse ähnlich wie in Argentinien, doch durch die Reise wurde er sich angesichts des Elends der Landbevölkerung und großer sozialer Gegensätze bewusst, welche Ausnahme sein Wohlstand darstellte.
Die Reisen wurden posthum unter dem Titel The Motorcycle Diaries (deutsch Die Reise des jungen Che) verfilmt. Er legte nach Abschluss der Reise in den darauf folgenden sieben Monaten seine restlichen Prüfungen ab und überarbeitete auch sein Reisetagebuch, in dem er festhielt: „Dieses ziellose Streifen durch unser riesiges Amerika hat mich stärker verändert als ich glaubte“.
Sein Medizinstudium schloss er am 11. April 1953 mit dem Doktorgrad in Medizin und Chirurgie ab.
Im Juli 1953 reiste Guevara in Begleitung seines Jugendfreundes Carlos Ferrer nach La Paz in Bolivien. Dort blieben sie sechs Wochen und lernten dabei Ricardo Rojo – einen argentinischen Anwalt – kennen, der wegen seiner antiperonistischen Haltung seine Heimat hatte verlassen müssen. Während Rojo daraufhin nach Ecuador fuhr, reisten Guevara und Ferrer nach Peru. Sie besuchten Machu Picchu, Lima und erreichten schließlich Ende September Guayaquil in Ecuador, wo sie Rojo wiedertrafen. Eigentlich war geplant, als Nächstes nach Venezuela zu fahren, wo Guevara Alberto Granado wiedersehen wollte. Guevara änderte die Reiseplanung jedoch, denn Rojo hatte ihn überzeugt, mit ihm nach Guatemala zu fahren, wo eine Revolution kurz bevorstand.
Am 31. Oktober fuhren sie per Schiff nach Panama und von dort aus nach Costa Rica, wo er Plantagen der United Fruit besichtigte. In Costa Rica lernte er auch zwei Kubaner kennen, die Monate zuvor vergeblich versucht hatten, den kubanischen Diktator Fulgencio Batista zu stürzen: Calixto Garcia und Severino Rossel. Unter den Überlebenden dieses gescheiterten Umsturzversuches (Angriff auf die Moncada-Kaserne) waren auch Fidel und Raúl Castro, die er zu diesem Zeitpunkt allerdings noch nicht kennenlernte.
Mit dem Tod Stalins und dem langsam beginnenden Tauwetter im Ostblock begann Guevaras Verehrung für den sowjetischen Diktator. Noch aus Costa Rica schrieb er im Dezember 1953 in einem Brief an seine Tante Beatriz: „Vor einem Bild des alten, betrauerten Stalin habe ich geschworen, nicht eher zu ruhen, bis diese kapitalistischen Kraken vernichtet sind. In Guatemala werde ich mich schleifen und tun, was ich tun muss, um ein richtiger Revolutionär zu werden.“ Einen weiteren Brief vom April 1955 unterzeichnete er gar mit Stalin II.

### Werdegang zum Revolutionär

#### Guatemala
Am Silvesterabend des Jahres 1953 traf Guevara in Guatemala ein. Wenige Tage später lernte er die Peruanerin Hilda Gadea (1925–1974) kennen, seine spätere Ehefrau. Hilda hatte Wirtschaftswissenschaften studiert, war ein Mitglied der peruanischen Alianza Popular Revolucionaria Americana und arbeitete als Regierungsangestellte in Guatemala-Stadt. Sie pflegte ihn bei seinen Asthmaschüben, half ihm in finanziellen Notlagen und vermittelte ihm Grundlagen des Marxismus sowie Kontakte mit Mitgliedern der linken Regierung Arbenz. In Guatemala traf er auch Ñico López, einen weiteren Überlebenden des im Jahr 1953 gescheiterten Versuchs, Batista zu stürzen, durch den er später Fidel Castro kennenlernte. In Guatemala wurde er auch das erste Mal mit seinem Spitznamen „Che“ genannt.
Während seines Aufenthaltes kam es in Guatemala zu einem maßgeblich vom US-Auslandsgeheimdienst CIA organisierten Putsch gegen den guatemaltekischen Präsidenten Jacobo Árbenz Guzmán. Árbenz war 1950 nach dem Sturz des Diktators Jorge Ubico Castañeda gewählt worden und hatte Reformen eingeleitet, die den Armen des Landes helfen sollten. So hatte er einen Mindestlohn eingeführt und brachliegende Ländereien, die meist US-amerikanischen Firmen gehörten, verstaatlicht. Am 18. Juni 1954 marschierten Söldner ins Land ein, deren Intervention von den USA militärisch und logistisch unterstützt wurde und dem Schutz der wirtschaftlichen Interessen von US-Firmen wie der United Fruit Company sowie der Verhinderung einer kommunistischen Machtergreifung dienen sollte. Árbenz wurde gestürzt und an seiner Stelle Castillo Armas als Präsident eingesetzt. Eine seiner ersten Amtshandlungen war die Rücknahme der Landreform.
Guevara erlebte US-amerikanische Bombenabwürfe auf Guatemala-Stadt. Viele seiner Freunde wurden nach Armas’ Machtübernahme verhaftet, so auch Hilda Gadea. Ernesto hingegen konnte in die argentinische Botschaft fliehen, lehnte es allerdings ab, nach Hause zu fliegen. Stattdessen wartete er zwei Monate, bis ihm ein Visum gewährt wurde, das ihm die Einreise nach Mexiko ermöglichte.

#### Mexiko
Ernesto Guevara erreichte am 21. September 1954 in Begleitung von Julio Roberto Cáceres Valle, einem guatemaltekischen Kommunisten, Mexiko-Stadt. Zusammen mit ihm schlug er sich die erste Zeit durch. Hilda Gadea folgte ihm nach ihrer Freilassung, sie trafen sich in Mexiko-Stadt wieder, wo Ernesto Guevara inzwischen am Hospital General arbeitete. Beide heirateten am 18. August 1955, am 15. Februar 1956 wurde ihr erstes Kind Hilda Beatriz geboren.
Als 1955 der Sturz Juan Peróns erfolgte und in Argentinien Aussicht auf eine Revolution bestand, wollte Ricardo Rojo nach Buenos Aires aufbrechen. Er versuchte Guevara zu überreden mitzukommen, doch dieser hatte andere Pläne. Bereits Ende 1954 hatte er weitere Exilkubaner kennengelernt, die beim gescheiterten Putschversuch 1953 mitgewirkt hatten und nun in Mexiko-Stadt lebten. Durch sie lernte er im Sommer 1955 Fidel Castro kennen. Der Anführer jener Rebellen, die 1953 durch den Angriff auf die Moncada-Kaserne von sich reden machten, war nach seiner Haftentlassung nach Mexiko ins Exil gegangen. Castro bereitete dort mit einer Gruppe von Exilkubanern unter der Hilfe von Alberto Bayo, einem Veteranen des Spanischen Bürgerkriegs und Guerilla-Experten, eine bewaffnete Expedition zurück nach Kuba vor mit dem Ziel, das Batista-Regime zu stürzen. Guevara schloss sich zunächst als Expeditionsarzt der Gruppe an. Im April 1956 wurde seine Teilnahme konkreter, als die Rebellen im 60 Kilometer von Mexiko-Stadt entfernten Chalco eine militärische Ausbildung erhielten. Im Juli wurde das Trainingslager von der Polizei entdeckt und die Rebellen landeten kurzzeitig im Gefängnis. Guevara kam erst nach zwei Monaten als letzter frei, mit der Auflage, das Land zu verlassen. Guevara ignorierte dies und tauchte bei Freunden unter. Nun drängte die Zeit – Kuba hatte von den Rebellen erfahren und Castro wollte schnell aufbrechen. Nachdem er die Motoryacht Granma gekauft hatte, trafen sich am 23. November 1956 die Rebellen, insgesamt 86 an der Zahl, in Tuxpan und fuhren zwei Tage später los in Richtung Kuba, das sie am 2. Dezember 1956 erreichten.

### Kubanische Revolution

#### Vorgeschichte

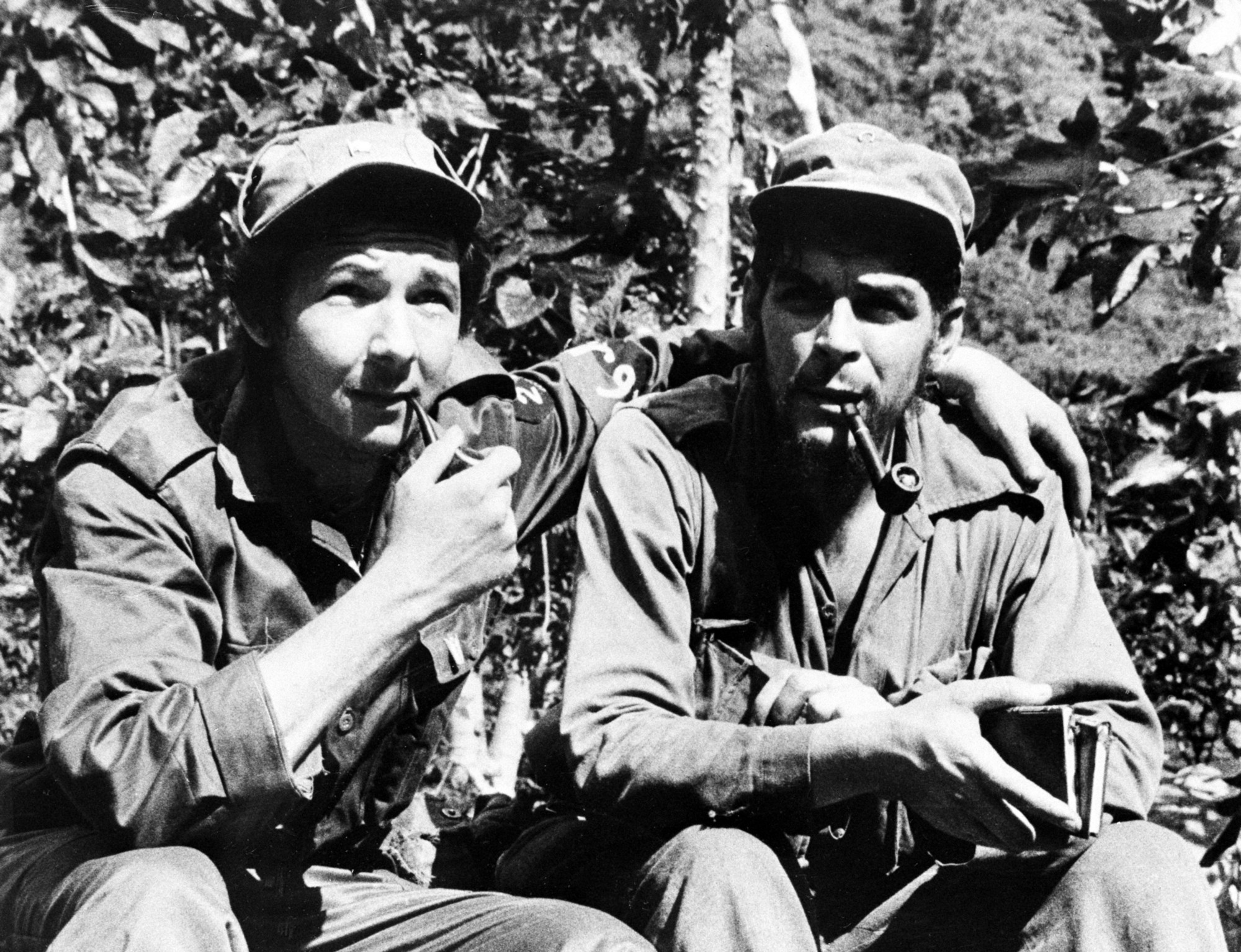
1958 mit Raúl Castro

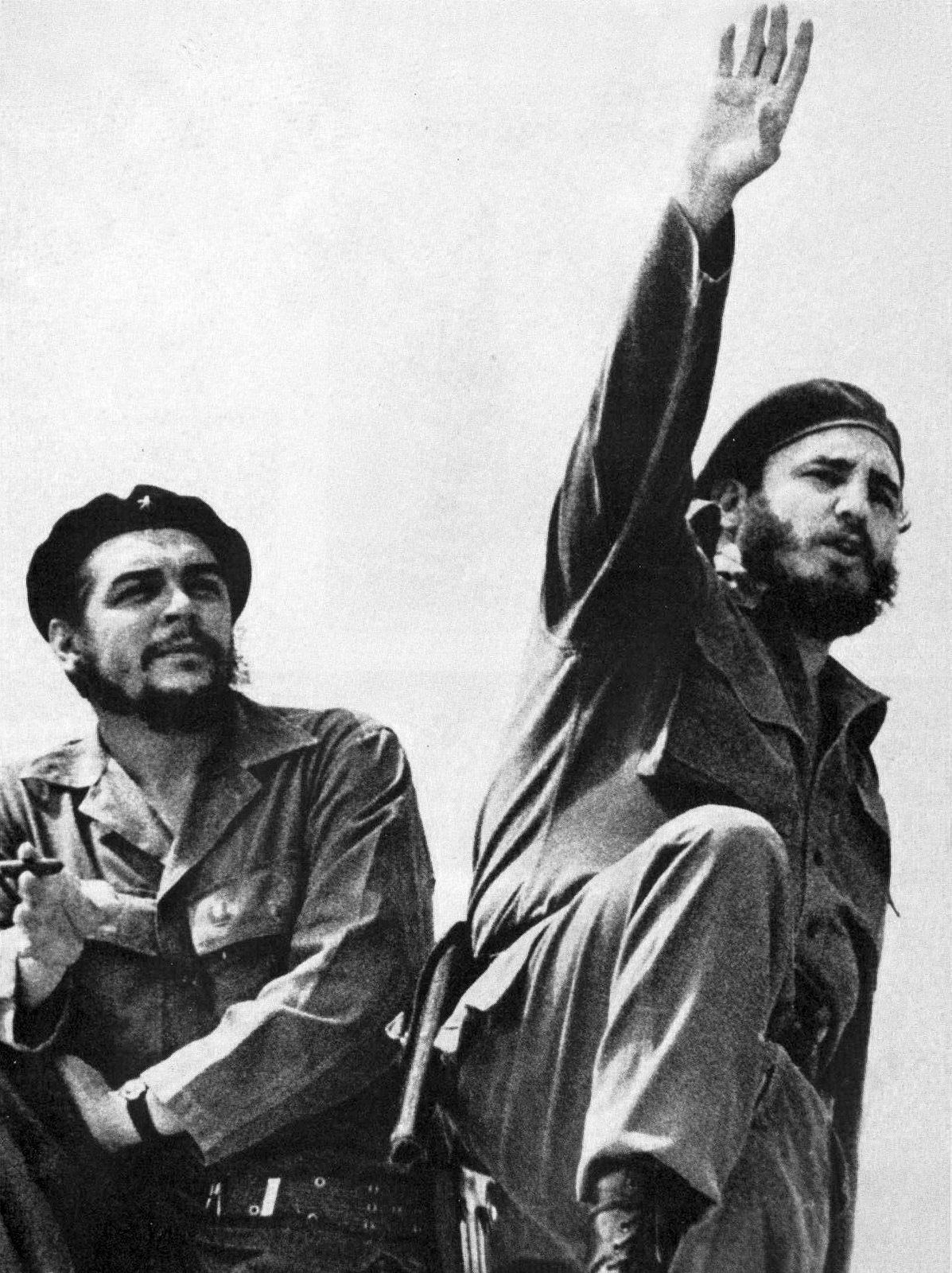
1961 in Havanna mit Fidel Castro

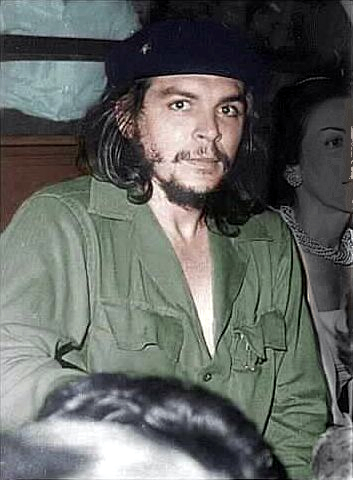
1962 auf Kuba

Nach der Landung der Yacht Granma auf Kuba wurde gleich beim ersten Gefecht die Mehrzahl der Rebellen getötet oder festgenommen. Celia Sánchez und Frank País, die eine „Zweite Front“ in den kubanischen Städten unterhielten, unterstützten die Kämpfer mit Waffen und Medikamenten. Neue Mitstreiter stießen hinzu und ermöglichten eine Fortsetzung des Guerillakampfs. Im Verlaufe der Kämpfe änderte sich Guevaras Rolle schnell von der eines Arztes zu einem direkten Teilnehmer bei bewaffneten Aktionen. Sein Einsatz und sein taktischer Überblick ließen ihn schnell zu einer gefragten militärischen Instanz werden. Gegenüber mutmaßlichen Deserteuren griff er dabei hart durch und schreckte auch nicht davor zurück, Todesurteile selbst zu vollstrecken. Als erster Guerillero nach Comandante en Jefe Fidel Castro wurde Guevara am 21. Juli 1957 in den Rang eines Comandante der Rebellenarmee der Bewegung des 26. Juli erhoben und mit der Führung der II. Kolonne betraut.
Als seine größte militärische Leistung gilt die Einnahme von Santa Clara am 29. Dezember 1958 nach zweijährigem Guerillakampf gegen die zahlenmäßig weit überlegene, bis März 1958 noch von den USA unterstützte, inzwischen aber demotivierte und überalterte Batista-Armee. Der Weg in die Hauptstadt Havanna war damit frei. Am 1. Januar 1959 flüchtete der Diktator Fulgencio Batista aus Kuba, und Castros Gruppe übernahm die Kontrolle. Am 9. Februar 1959 wurde Guevara zum „geborenen kubanischen Staatsbürger“ ernannt.

#### Beteiligung an der kubanischen Revolutionsregierung

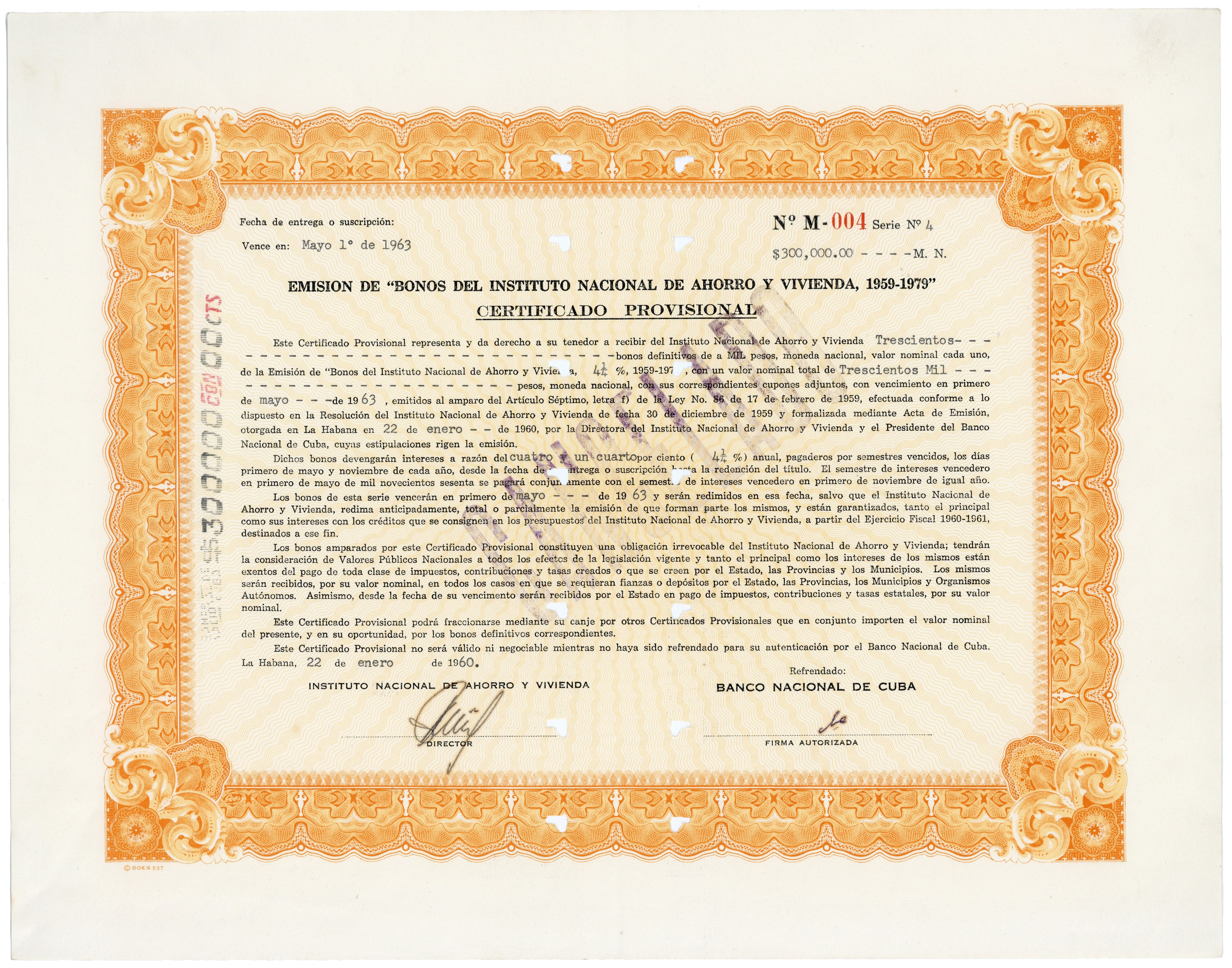
Vorläufiges Zertifikat für eine Anleihe der Banco Nacional de Cuba über 300.000 Pesos, ausgestellt in Havanna am 22. Januar 1960, im Original unterschrieben von Ernesto „Che“ Guevara als Präsident der kubanischen Zentralbank (26. November 1959 bis 23. Februar 1961). Die Anleihe war bestimmt für die Finanzierung der Nationalen Spar- und Wohnungsbaugesellschaft (INAV), zwischen 1959 und 1962 verantwortlich für einen großen Teil des staatlichen Wohnungsbaus in Kuba.

Castro wollte nach der Revolution 1959 ein insbesondere von den USA unabhängiges Kuba aufbauen. Guevara wurde neben Fidel Castro, dessen Bruder Raúl Castro, Camilo Cienfuegos und einigen anderen ein wichtiges Mitglied in der neuen kubanischen Regierung. Guevara nahm am Sowjet-Kommunismus orientierte Positionen ein, stärker noch als der vorrangig pragmatisch und realpolitisch geprägte Fidel Castro. Auch für Stalin, das chinesische Modell unter Mao und insbesondere das nordkoreanische hegte er Sympathien. Später (1965) sagte Guevara nach einer Reise nach Pjöngjang, dass Nordkorea ein Modell sei, das auch das revolutionäre Kuba anstreben solle.
Auf dem Höhepunkt seiner politischen Aktivität in Kuba war Guevara Leiter der Nationalbank Kubas und Industrieminister. Der ehemalige Guerillaführer und aus Protest gegen den Regierungskurs als Militärgouverneur der Provinz Camagüey zurückgetretene Huber Matos, der anschließend mit Guevaras Einverständnis wegen Hochverrats zu zwanzig Jahren Haft verurteilt wurde, wirft Guevara und Castro vor, die Revolution gegen Batista zur schleichenden Umgestaltung Kubas in eine kommunistische Diktatur benutzt zu haben.
Unter Guevaras Führung wurden die kubanischen Unternehmen und US-amerikanische Beteiligungen verstaatlicht. Begünstigt von einer großzügig gehandhabten Immigrationsregelung wanderte etwa ein Zehntel der Bevölkerung, unter ihnen fast die gesamte kubanische Oberschicht, in die USA aus – insbesondere nach Florida. Neben politischen Aktivitäten entfalteten einige dieser Exilkubaner – zusammen mit US-Regierungsstellen – in der Folgezeit verdeckte und offene militärische Operationen gegen Kuba. Bekannt wurde die 1961 zum Beginn der Amtszeit John F. Kennedys versuchte Invasion in der Schweinebucht unter Beteiligung von 1.500 Exilkubanern. Ihr Scheitern führte zum bis heute andauernden Wirtschaftsboykott der USA und beschleunigte die Anlehnung der kubanischen Revolution insbesondere an sowjetische Vorbilder.
Nach 1963 kam es zu kontroversen Diskussionen zwischen Fidel Castro, Guevara und den als Wirtschaftsberatern engagierten intellektuellen Marxisten Charles Bettelheim und Ernest Mandel. Guevara galt hierbei als Vertreter eines radikal zentralistischen und schnellstmöglichen Übergangs zum Sozialismus und einer moralischen Mobilisierung des „neuen Menschen“.
Als Industrieminister suchte Guevara die reine Lehre der Planwirtschaft umzusetzen und eine vollständige Verstaatlichung der kubanischen Wirtschaft anzustreben. Die Zuckerproduktion ging in der Folge um ein Drittel zurück, die Getreideproduktion halbierte sich, die Industrialisierungspläne wurden verschoben. Tschechoslowakische Wirtschaftsexperten kritisierten 1962 eine mangelhafte Umsetzung der Planwirtschaft. Bekannt waren jedoch die fehlenden Fachkenntnisse Guevaras in Wirtschaftsfragen. Auf betrieblicher Ebene lehnte er vermehrte materielle Anreize, Freiräume für private Kleinunternehmen und eine Lohndifferenzierung nach Leistung aus ethischen Gründen ab. Guevara war vielmehr von einer Pflicht zur Beteiligung an der kubanischen Revolution, dem sozialistischen Aufbau und dem Kampf gegen Angriffe auf das befreite Kuba überzeugt, was er 1965 unter dem Titel Der Sozialismus und der Mensch in Kuba auch schriftlich darlegte. Guevara selbst lebte seine Vorsätze und Ideale vor und verlangte die entsprechende Aufopferungsbereitschaft auch von anderen. Er war regelmäßig bei freiwilligen Arbeitseinsätzen beteiligt und verzichtete öffentlichkeitswirksam auf Vergünstigungen für sich und seine Familie.

#### Politik im nachrevolutionären Kuba

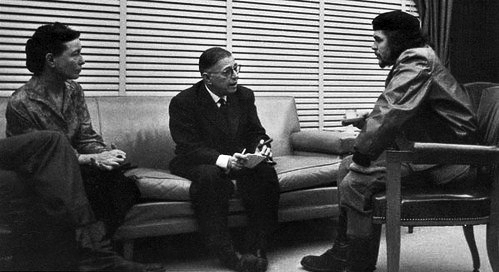
1960 im Gespräch mit Jean-Paul Sartre und Simone de Beauvoir

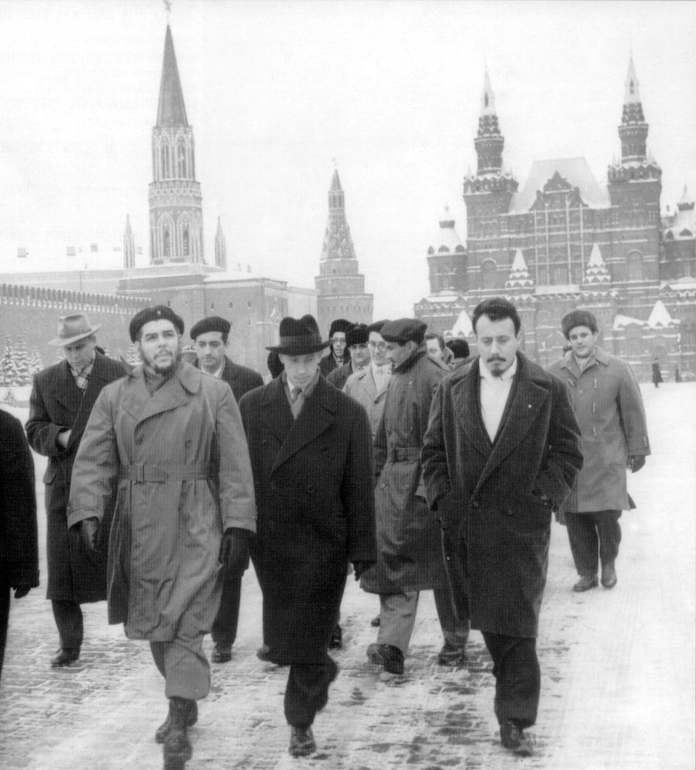
1965 als Delegationsleiter in Moskau

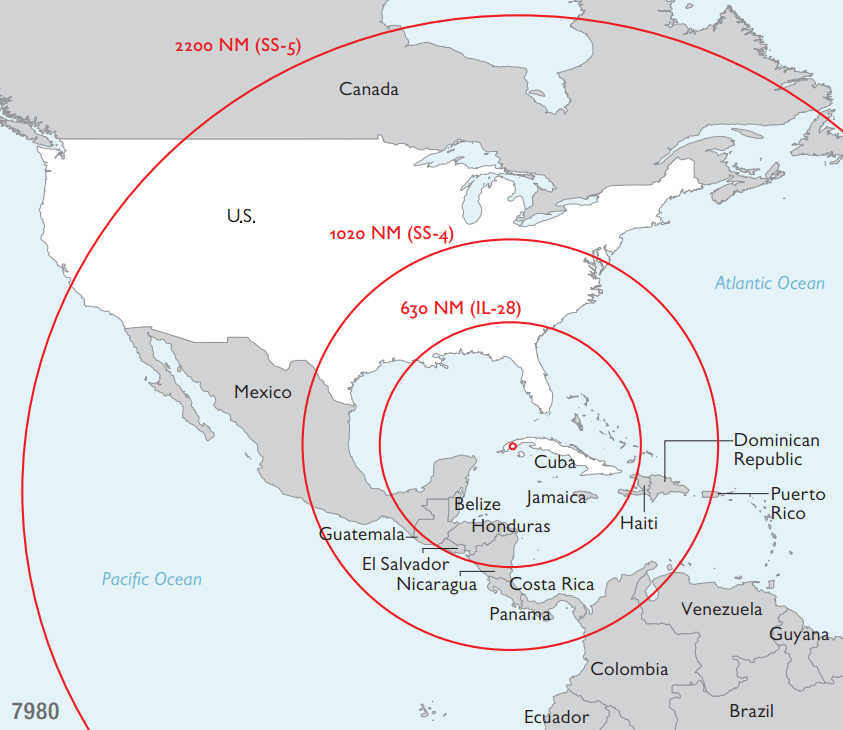
Kubakrise 1962: Reichweite der sowjetischen Raketen auf Kuba

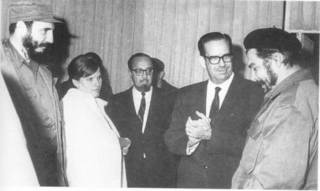
1964 mit Fidel Castro und Osvaldo Dorticós am Flughafen Havanna

Direkt nach dem Sieg der Revolution besaß Guevara als Kommandant der auch als Gefängnis genutzten Garnisonsfestung La Cabaña in Havanna sowie als zeitweiser Vorsitzender des als Revisionsinstanz gegründeten „Obersten Kriegsrats“ die Oberaufsicht über die revolutionären Tribunale gegen vermeintliche oder tatsächliche Gefolgsleute des Batista-Regimes. Unter seiner Verantwortung wurden zahlreiche Todesurteile gefällt und vollstreckt. Auch war er für die Errichtung von Straf- und Arbeitslagern mitverantwortlich, in denen „Gegner der Revolution“ – zu denen auch Homosexuelle zählten – interniert wurden.
Bereits im Juni 1959 unterstützte Guevara lateinamerikanische Guerillagruppen. In Honduras bereiteten sich mehrere Gruppierungen, so die Frente Revolucionario Sandino, denen u. a. die späteren FSLN-Angehörigen Tomás Borge und Edén Pastora Gómez angehörten, auf einen Sturz der nicaraguanischen Regierung vor. Guevara entsandte zu ihrer Unterstützung ein Schiff mit 300 Handfeuerwaffen nach Puerto Cortés, das jedoch von der honduranischen Armee beim Entladen der Waffen beschlagnahmt wurde.

#### Privatleben
In La Cabaña heiratete Che Guevara am 2. Juni 1959 seine zweite Frau, Aleida March, nachdem er sich von Hilda Gadea hatte scheiden lassen. An der einfachen zivilen Zeremonie nahmen auch die Comandantes Fidel Castro und Camilo Cienfuegos sowie Celia Sánchez teil. In den nächsten Jahren bekam das Paar vier Kinder:
- Aleida (* 17. November 1960; kubanische Kinderärztin und Politikerin),
- Camilo (* 20. Mai 1962; † 29. August 2022; kubanischer Dokumentar[41]),
- Celia (* 14. Juni 1963; kubanisch-argentinische Tierärztin)[42] und
- Ernesto (* 24. Februar 1965; kubanischer Rechtsanwalt und Motorradtourführer).[43]

Che Guevaras erste Frau Hilda lebte mit der gemeinsamen Tochter Hilda „Hildita“ Beatriz Guevara Gadea (* 15. Februar 1956 in Mexiko-Stadt; † 21. August 1995 in Havanna) ab 1959 auch in Havanna. Auf den Kontakt mit seiner Exfrau soll er Aleida March zuliebe weitgehend verzichtet haben. Seine Tochter Hildita nahm er jedoch regelmäßig mit in seine neue Familie.
Einer zwischenzeitlichen außerehelichen Beziehung mit der damaligen Studentin und späteren Journalistin Lilia Rosa López (* 1940) entstammt Guevaras 1964 in Havanna geborener Sohn Omar Pérez López – der Schriftsteller und bildende Künstler erfuhr erst 1989 von Guevaras Vaterschaft.

#### Außenpolitische Aktivitäten

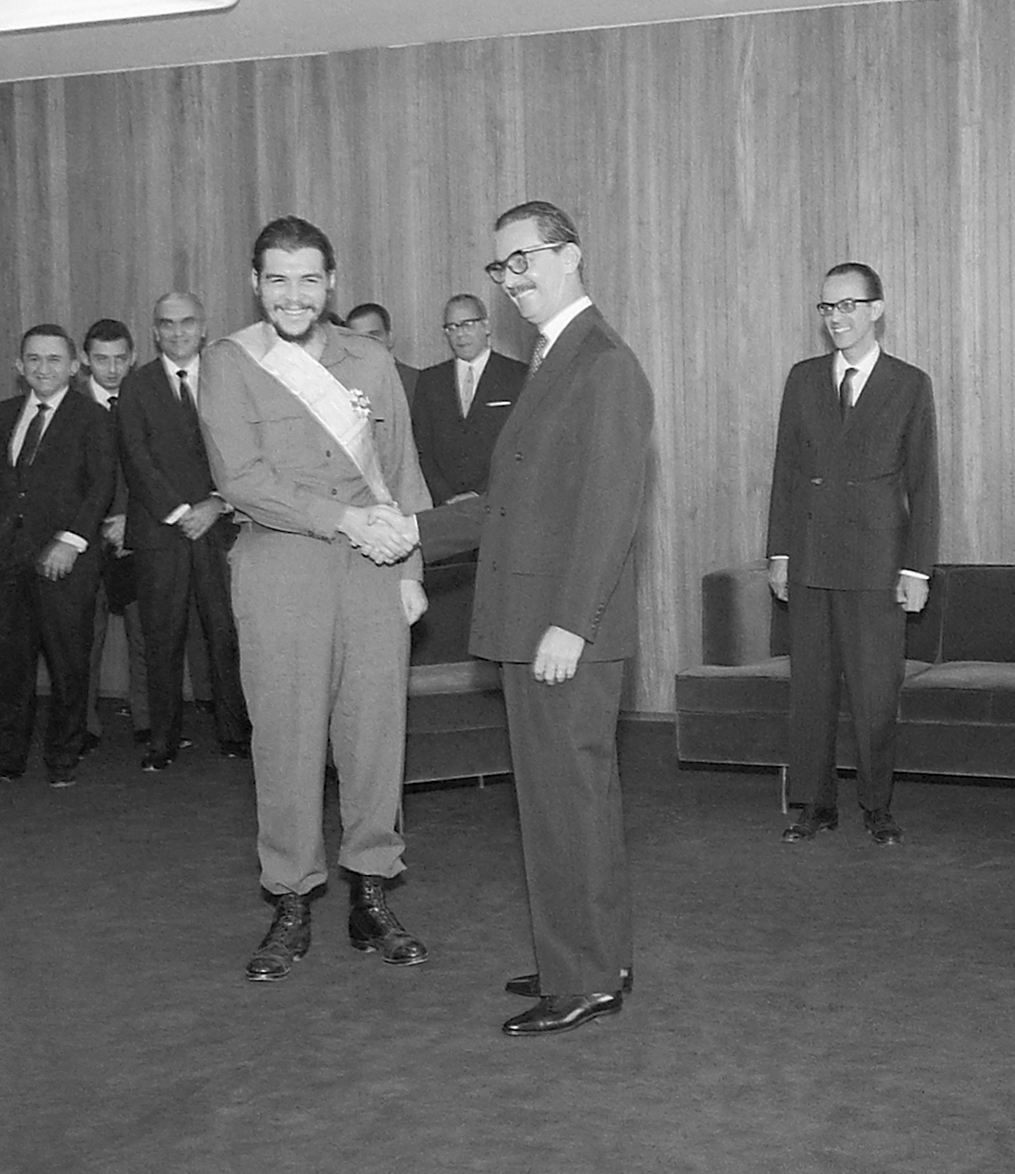
Der brasilianische Präsident Jânio Quadros hat Ernesto Guevara in einer umstrittenen Aktion 1961 mit dem Orden des Kreuzes des Südens ausgezeichnet. Nationalarchiv von Brasilien

Im Sommer 1960 besuchte Guevara, während der dortigen Kampagne des „Großen Sprungs nach vorn“, die Volksrepublik China und unterzeichnete fast unmittelbar nach dem öffentlich ausgetragenen chinesisch-sowjetischen Zerwürfnis einen Handelsvertrag mit China. Ende 1960 reiste Guevara in die Tschechoslowakei, in die Sowjetunion (bekannt wurde Guevaras Blumenniederlegung am Grabe Josef Stalins, gegen den Willen der sowjetischen Führung), in die Deutsche Demokratische Republik, nach Nordkorea und Ungarn und schloss mit diesen Ländern Handels- und Kreditvereinbarungen ab.
Zur Absicherung ihrer Politik der Konfrontation mit den USA richtete sich die kubanische Regierung zunehmend an der Sowjetunion aus. Guevara hatte mit der Sowjetunion über Waffenlieferungen verhandelt und nach dem Fehlschlagen der Invasion in der Schweinebucht zusammen mit Raúl Castro Vorbereitungen zur Stationierung russischer Atomwaffen auf Kuba getroffen, was zur weltpolitisch bedeutsamen Kubakrise 1962 führte. Guevara zeigte sich allerdings enttäuscht von der Sowjetunion, die im Sinne ihrer außenpolitischen Doktrin der „friedlichen Koexistenz“ auf dem Höhepunkt der Kubakrise einlenkte. Kurz nach der Kubakrise äußerte er gegenüber Journalisten des Daily Worker, er hätte Atomraketen in Richtung USA abgefeuert, wenn die Sowjetunion es denn zugelassen hätte. Che Guevara pries im November 1962 die Bereitschaft des kubanischen Volkes, „sich in der atomaren Konfrontation zu opfern, damit seine Asche als Dünger neuer Gesellschaften diene“. Das auf dem „atomaren Scheiterhaufen“ vergossene Blut des Volkes wäre der „heiligste Schatz“ gewesen.
Am 11. Dezember 1964 hielt Guevara eine vielbeachtete Rede vor den Vereinten Nationen, in der er aus seiner Sicht die damalige Außenpolitik der USA beschrieb und sich zur Frage atomarer Bewaffnung der NATO-Länder und zur Wiedervereinigung der beiden deutschen Staaten äußerte.

### Politischer Rücktritt und erneute revolutionäre Aktivitäten

#### Konflikte mit Fidel Castro
Gegenüber dem pragmatischen, realpolitisch geprägten Fidel Castro begann er mit seinen radikalen, von manchen als prochinesisch interpretierten Idealen in Konflikt zu geraten. 1964 verlagerte Castro unter Druck der Sowjetunion den Schwerpunkt der kubanischen Wirtschaft wieder auf die Zuckerrohrproduktion und verschob die von Guevara angestrebte Industrialisierung „um mindestens zehn Jahre“.
Eine weitere Reise führte Guevara 1964 als Leiter der kubanischen UN-Delegation nach New York. In einer bekannten Rede vor der UN bekannte er sich zur revolutionären Gewalt als Mittel der internationalen Politik und forderte die Übertragung der kubanischen Revolution auf andere Länder. Im Anschluss besuchte er unter anderem erneut die Volksrepublik China im Vorfeld der Kulturrevolution, die Vereinigten Arabischen Emirate, Ägypten, Algerien, Ghana und weitere afrikanische Länder. Bekannt wurden antisowjetische Vorbehalte, die er im Februar 1965 bei einem Besuch einer afrikanisch-asiatischen Solidaritätskonferenz im unabhängigen, sozialistisch regierten Algerien äußerte. Damit geriet er in offenen Konflikt mit der sowjetischen Haltung wie auch mit der kubanischen Führung.
Die Differenzen mit den Castro-Brüdern spitzten sich zu. Nach der Rückkehr in Kuba trat Guevara zur allgemeinen Verwunderung von der öffentlichen Bühne ab und von seinen Ämtern zurück. Er verließ Kuba in der Verkleidung eines Geschäftsmannes, um mit weiteren kubanischen Kämpfern die Rebellen im Kongo zu unterstützen. Am 24. April 1965 erreichte er über den Tanganjikasee den Kongo.

#### Kongo
Im Kongo gab es schon seit 1960 bürgerkriegsähnliche Zustände und politische und militärische Bewegungen, die von den USA, der Sowjetunion oder China unterstützt wurden. Guevaras Versuch, dort eine Revolution nach kubanischem Vorbild anzustoßen, scheiterte aber. Guevara erklärte dies mit dem Phlegma sowie der fehlenden Konsequenz und Organisation der Rebellen um Laurent Kabila im Kongo. Ende 1965 kehrte er enttäuscht nach Kuba zurück. Externe Kritiker sprachen von völlig unzulänglicher Vorbereitung, einer mangelnden Einsicht in die Verhältnisse vor Ort bis hin zu Mängeln bei Sprachkenntnissen, Ausrüstung und Training. Jon Lee Anderson zitiert Warnungen Gamal Abdel Nassers, dem Guevara freundschaftlich verbunden war, vor dem Einsatz im Kongo, die er aber nicht beachtete.

#### Angola
Am 5. Januar 1965 gab es mit Guevaras Besuch im Hauptquartier der angolanischen Guerillabewegung MPLA in Brazzaville den ersten hochrangigen Kontakt zwischen Kuba und der MPLA. Bei seinem Treffen versuchte er deren Anführer Agostinho Neto, Lúcio Lara und Luís de Azevedo von seiner Vision einer pan-afrikanischen Revolution zu überzeugen. Sein Vorschlag, die MPLA möge ihre Kämpfer auch in den Kongo schicken, wurde von ihnen jedoch abgelehnt. Stattdessen forderten sie Ausbilder, Waffen und Ausrüstung sowie erfahrene kubanische Guerillakämpfer, um die MPLA-Kämpfer in Cabinda zu unterstützen. Mit seinem Treffen hatte Guevara die Grundlage für Kubas massive Intervention in den Bürgerkrieg in Angola von 1975 geschaffen. Im Mai 1965 kamen die ersten neun kubanischen Ausbilder in Brazzaville an. Für sie stellte die Disziplinlosigkeit und der hohe Grad des Tribalismus der Kämpfer jedoch eine besondere Herausforderung dar.

#### Bolivien

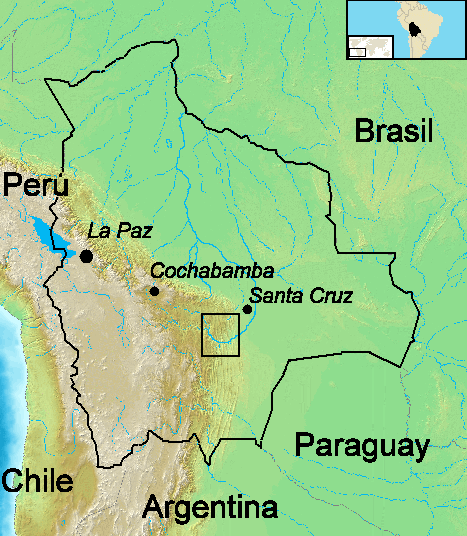
Operationsgebiet der Guerilla in Bolivien

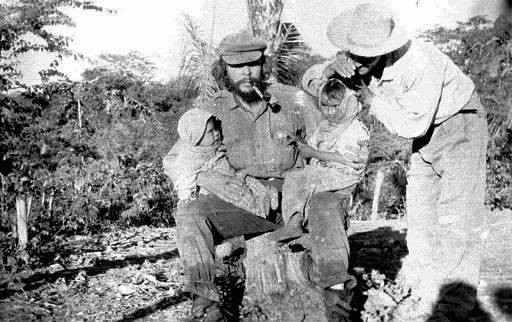
Mit Bauernfamilie in Bolivien (1967)

Zunächst war Peru als nächster Einsatzort gedacht, doch gingen die Comandantes Guevara und Juan Vitalio Acuña Núñez und andere bewaffnete kubanische Kämpfer 1966 letztlich nach Bolivien. Vorab hatte sich die deutschstämmige Tamara Bunke im Auftrag des kubanischen Geheimdienstes nach Bolivien begeben und sich dort Kontakte bis in hohe Regierungskreise aufgebaut. Che Guevara selbst führte (allerdings unter falschem Namen) eine Gruppe von 44 Kämpfern, die sich ELN (Nationale Befreiungsarmee) nannte. Er war dabei bestrebt, die Erfahrungen mit der kubanischen Rebellenarmee auf Bolivien zu übertragen. In seinem später veröffentlichten Bolivianischen Tagebuch dokumentierte Che Guevara den Ablauf der Ereignisse bis zu seiner Festnahme.
Die Gruppe operierte in den bewaldeten Berghängen des östlichen zentralbolivianischen Hochlandes. Ab März 1967 lieferten sie sich dort Scharmützel mit Regierungstruppen. Eine Kontaktaufnahme mit der bolivianischen Bevölkerung, etwa durch einen dem kubanischen Radio Rebelde vergleichbaren Sender, fand nicht statt. Entgegen den hochgesteckten Erwartungen schlossen sich nur zwei einheimische Bauern der Truppe an – die vorwiegend Quechua sprechende indigene Landbevölkerung blieb auf Distanz zu den Spanisch sprechenden Revolutionären. Genauso blieb die erwartete Unterstützung durch bolivianische Bergarbeiter und die Kommunistische Partei Boliviens (PCB) unter Mario Monje aus.
Die Gruppe teilte sich im April 1967: Guevara führte die Hauptgruppe an, sein Stellvertreter Juan Vitalio Acuña Núñez die Nachhut. Die zwei Gruppen konnten aber wegen des Ausfalls der Funkgeräte nicht mehr miteinander kommunizieren und sich daher auch nicht finden. Im August 1967 wurde die Nachhut aufgerieben, Acuña starb am 31. August 1967 zusammen mit Bunke in einem Hinterhalt bolivianischer Regierungstruppen beim Durchqueren des Río Grande in der Nähe von Vado de Puerto Mauricio.
Auch Guevaras Truppe befand sich in der Defensive und bestand am Ende nur noch aus 14 Mitgliedern. Guevara selbst wurde am 8. Oktober 1967 nach einem Gefecht mit bolivianischem Militär bei La Higuera verwundet und zusammen mit Simeón Cuba Sanabria gefangen genommen. Fünf Mitgliedern seiner Gruppe, darunter Inti Peredo, gelang die Flucht nach Chile.
Guevara wurde nach seiner Festnahme durch eine vom späteren Minister und Botschafter Gary Prado Salmón angeführte Eliteeinheit in einem dörflichen Schulhaus in La Higuera inhaftiert. Am 9. Oktober 1967 um 13:10 Uhr wurde er dort von Mario Terán, einem Feldwebel der bolivianischen Armee, auf Weisung von Präsident René Barrientos Ortuño ohne vorherige Gerichtsverhandlung und entgegen dem Verbot der Todesstrafe in der bolivianischen Verfassung exekutiert. Im Nebenraum wurde gleichzeitig sein bolivianischer Kampfgefährte Cuba erschossen.
Guevara war es im Frühjahr 1967 noch gelungen, eine Grußadresse an eine Solidaritätskonferenz der OSPAAAL (Organización de Solidaridad de los Pueblos de África, Asia y América Latina) zu versenden. Auch in Deutschland wurde das von Rudi Dutschke und Gaston Salvatore übersetzte Manuskript unter anderem mit der Aufforderung bekannt, „zwei, drei, viele Vietnams“ zu schaffen, sowie mit der Mahnung, sich als Guerilla im Kampf von „unbeugsamem Hass“ antreiben zu lassen, um eine „effektive, gewaltsame, selektive und kalte Tötungsmaschine“ darzustellen. Innerhalb der europäischen Studenten- und Protestbewegung fanden Guevaras Aussagen breiten Widerhall.

### Nach Che Guevaras Tod

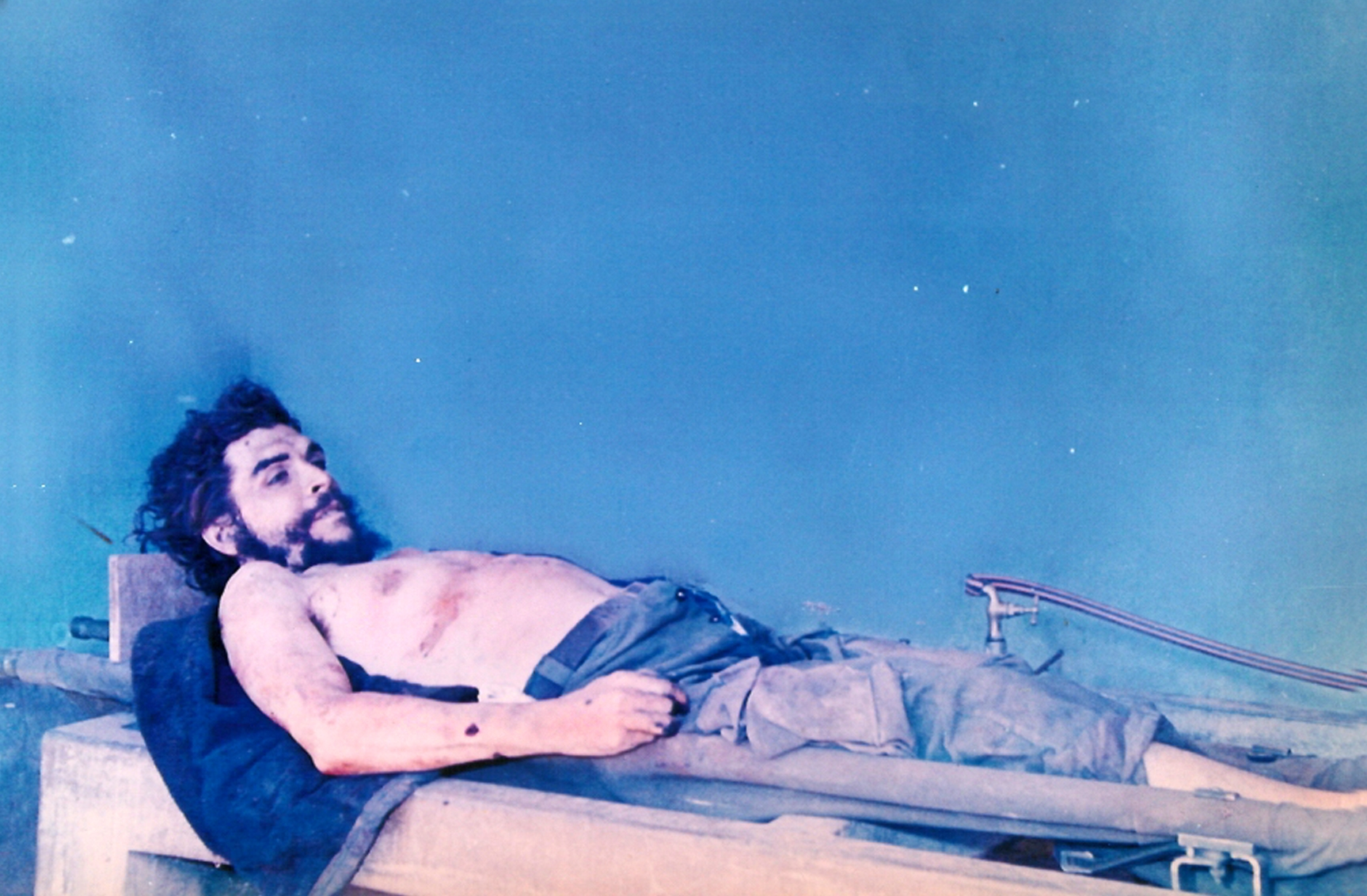
Aufbahrung des Leichnams

Guevara wurde im etwa 30 Kilometer von La Higuera entfernten Vallegrande aufgebahrt und sein Leichnam der Presse vorgeführt. Dabei entstanden mehrere Fotos, unter anderem die bekannte Fotografie des bolivianischen Fotografen Freddy Alborta. Nach offiziellen Angaben war er im Kampf getötet worden. Später wurde er heimlich begraben, nachdem ihm seine Hände abgetrennt worden waren, um einen Nachweis zur Identifizierung zu haben. In Bolivien gab es keine Todesstrafe, und man wollte eine jahrelange Haft in einem noch nicht einmal vorhandenen Hochsicherheitsgefängnis und die zu erwartenden diplomatischen Verwicklungen vermeiden. Jahre später erst wurden die tatsächlichen Todesumstände nach und nach bekannt.
Die Bilder des toten Guevara – mit ihrer frappierenden Ähnlichkeit zu Darstellungen des toten Christus etwa von Andrea Mantegna – wurden in Zeitungsberichten als Abbild eines modernen Heiligen interpretiert, der zweimal sein Leben für fremde Länder riskiert hatte und es für ein drittes dreingegeben habe. Régis Debray, der Guevara in Bolivien begleitet hatte, bezeichnete Guevara als Mystiker, als Heiligen ohne Gottesglauben. Guevaras Beschwörung des „Neuen Menschen“, dem weniger am materiellen als am geistigen Fortschritt gelegen sei, sei anderen zufolge eher jesuitischen als linken Idealen verpflichtet gewesen. Guevara selbst wird im Umfeld seines Todesortes in Bolivien wie ein religiöser Heiliger verehrt.

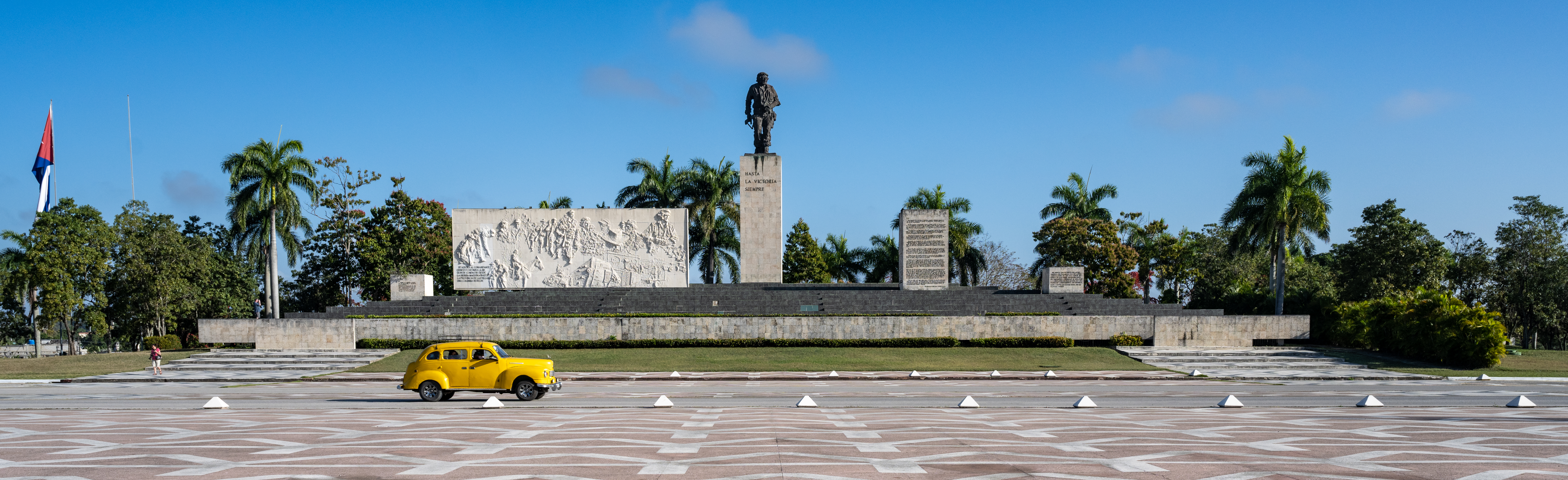
Denkmal und Mausoleum von Ché Guevara in Santa Clara, Kuba

Die abgetrennten Hände Guevaras wurden konserviert, zur Identifizierung nach Buenos Aires versandt und später Kuba überlassen. Seine Gebeine selbst wurden erst 1997 in Vallegrande entdeckt, nachdem ein ehemaliger Offizier der bolivianischen Armee den Begräbnisort enthüllt hatte. Die sterblichen Überreste Guevaras und einiger seiner Begleiter wurden exhumiert und nach Kuba überführt, um dort mit einem Staatsbegräbnis in dem eigens geschaffenen Mausoleum Monumento Memorial Che Guevara in Santa Clara beigesetzt zu werden.
Ende 2007 wurden eine Haarlocke und Fingerabdrücke Guevaras und weitere Dokumente der Festnahme für insgesamt 119.500 US-Dollar versteigert.

## Rezeption und Kritik

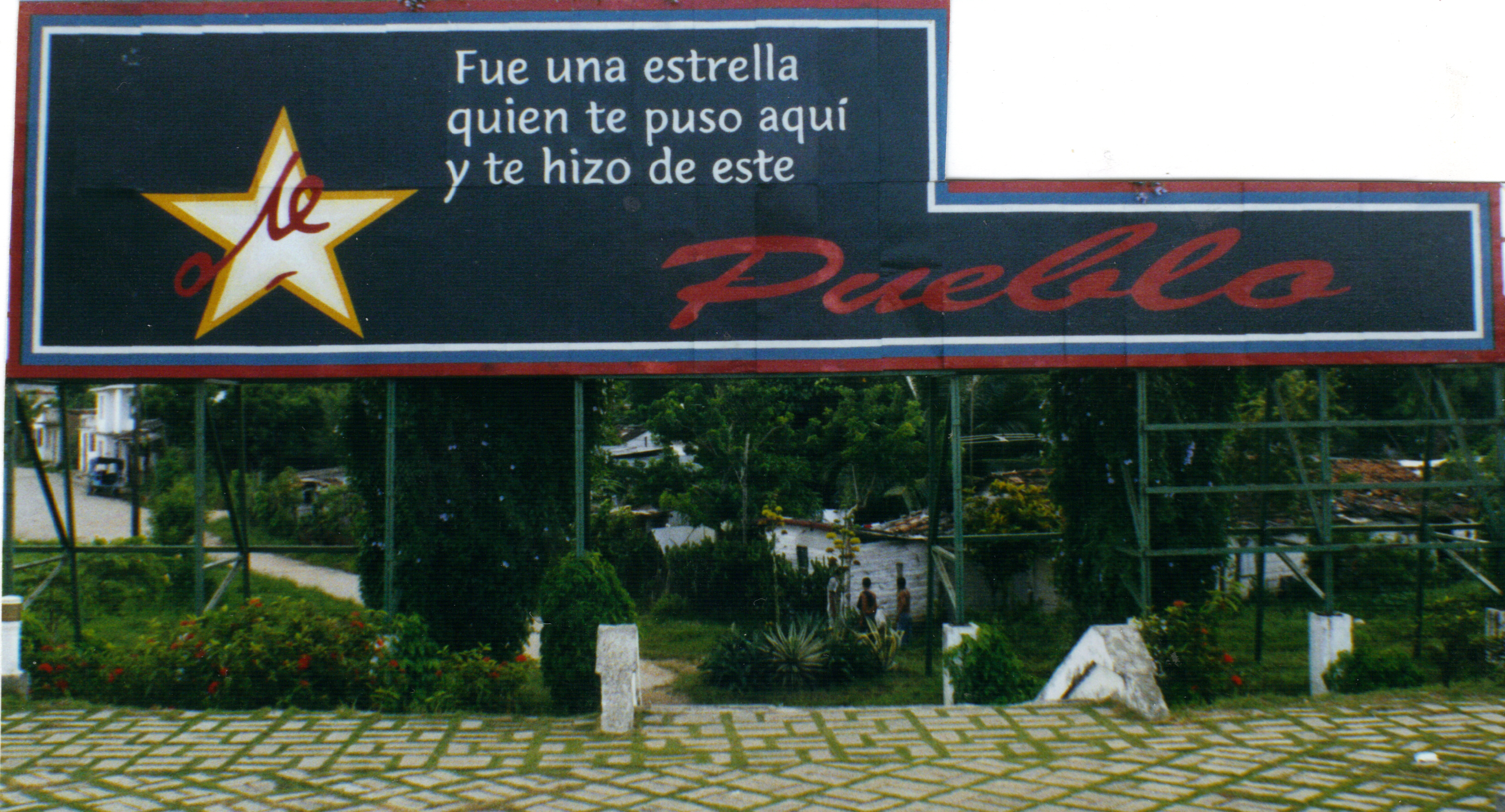
Plakat in Santa Clara (Kuba) mit quasireligiösem Text: „Es war ein Stern, der dich hierher führte und zu einem dieses Volkes machte“

### Verehrung

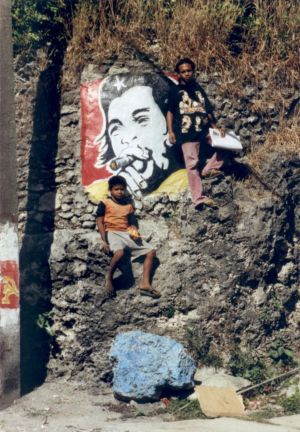
Wandbild in Osttimor

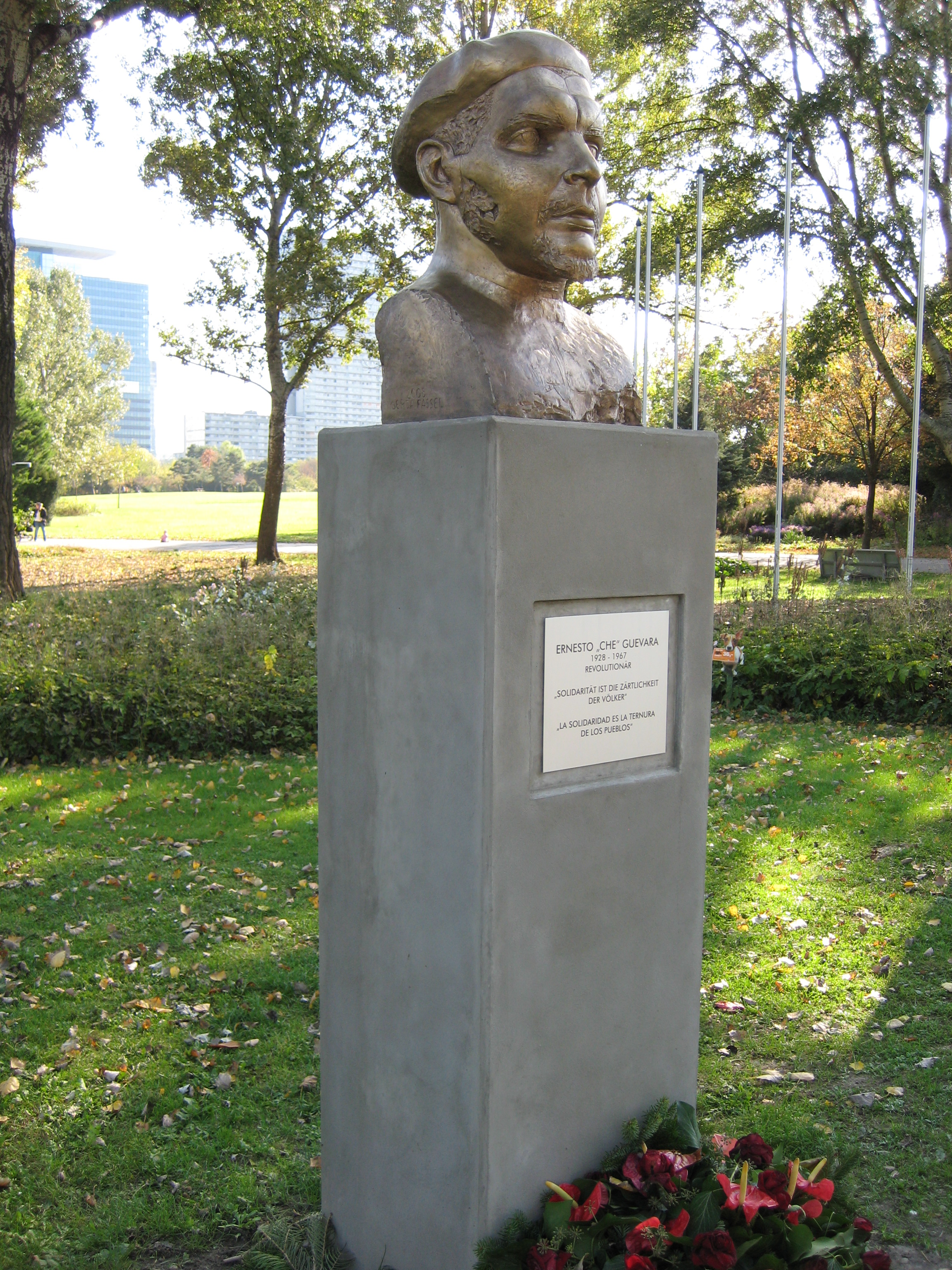
Denkmal in Wien

Vor allem in Kuba gilt el Che bis heute als Volksheld. Schulkinder sind täglich angehalten, ihm als revolutionärem Vorbild nachzueifern. So lautet das Motto des Kinderverbandes (Organización de Pioneros José Martí): „Pioneros por el comunismo ¡Seremos como el Che!“ („Pioniere für den Kommunismus – wir werden sein wie Che!“).

Auch in die Kunst, insbesondere Kubas, fand die Verehrung des Che Eingang. So wird er in Carlos Pueblas Lied Hasta siempre, comandante zu einem revolutionär-religiösen Mythos, gleichsam zu einem Märtyrer, erhoben. In einem der bekanntesten Lieder des kubanischen Liedermachers Silvio Rodríguez „Fusil contra fusil“ klingt dies ebenfalls an. Wolf Biermann hingegen sang in seiner deutschen Fassung des „Hasta siempre“ vom „Christus mit der Knarre“, der „kein Bonze“ geworden sei und nicht „vom Schreibtisch aus den Helden“ gespielt hätte.

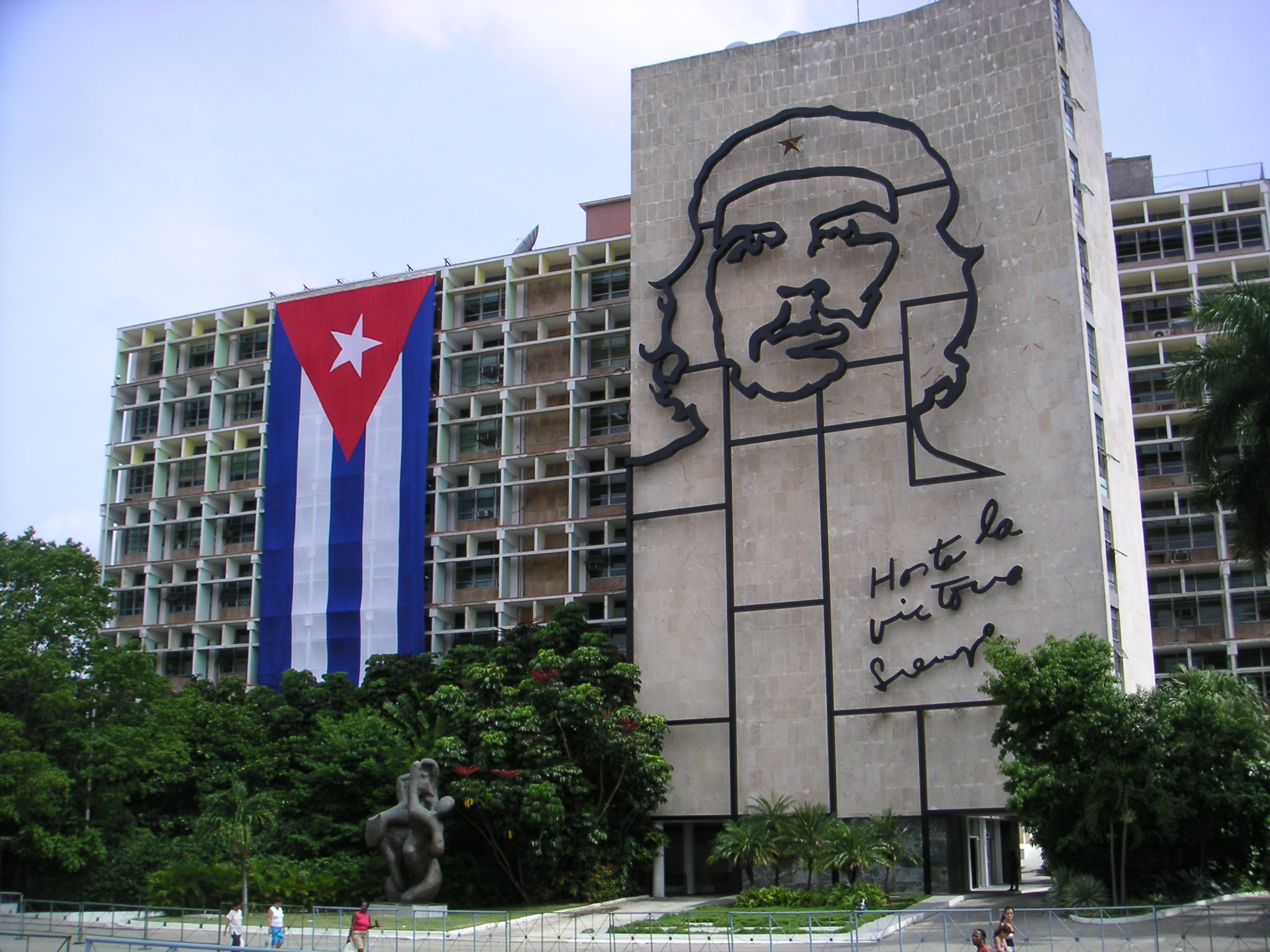
Denkmal am kubanischen Innenministerium

Sein Tod im Namen einer revolutionären Bewegung machte ihn zu einem Märtyrer linker Unabhängigkeits- und Befreiungsbewegungen in der ganzen Welt. Che Guevara ist heute eine Ikone: Sein Bild findet sich millionenfach auf Kleidungsstücken und Gebrauchsgegenständen. Sich mit ihm zu schmücken ist nicht unbedingt ein politisches Bekenntnis, verspricht aber ideellen (und für Produzenten und Händler der damit ausgestatteten Gegenstände auch finanziellen) Gewinn. Reinhard Mohr sprach von „politisch auf ganzer Linie gescheitert, als Ikone unsterblich“ angesichts des seiner Ansicht nach quasireligiösen Umgangs mit Guevara, der unter anderem von Jean-Paul Sartre posthum als „vollständigster Mensch unserer Zeit“ beschrieben worden war. Die Verklärung Guevaras wird als Umdeuten eines kämpferischen Kommunisten in eine beliebige Ikone des Unangepasstseins kritisiert, andere sehen einen kompromisslosen Stalinisten unter der Maske des zeitlosen jugendlichen Helden kaschiert. Stephan Lahrem und Christopher Hitchens zufolge sei Guevara ein beliebtes idealisiertes Vorbild gewesen, weniger in den Entwicklungsländern als vielmehr für bürgerliche Städter in den „Wohlstandsgesellschaften“, gerade weil sein Kämpfen und Sterben für revolutionäre Ideale keineswegs einem normalen bürgerlichen Leben entsprach. Hitchens stellt Guevara eher in eine romantische als in eine orthodox linke Tradition, näher an den Reiseschriftsteller und Aufrührer Lord Byron als an Karl Marx. Um als romantische Ikone zu überdauern, müsse man nicht nur möglichst jung sterben, sondern „jung und hoffnungslos“. Guevara habe beide Kriterien erfüllt.
Auch in der Außerparlamentarischen Opposition (APO) Westeuropas während der 1960er Jahre bis hin zur deutschen RAF beriefen sich einige auf Guevaras Thesen vom Guerillakampf oder wurden von Zeitzeugen wie Régis Debray inspiriert. Bei vielen Demonstrationen der Studentenbewegung wurde neben dem Porträt des führenden nordvietnamesischen Revolutionärs Ho Chi Minh und dem Mao Zedongs auch Guerrillero Heroico (Der heldenhafte Guerillakämpfer), ein berühmtes Abbild Guevaras, mitgeführt. Bis heute ist das in vielen Variationen verbreitete, stark kontrastierte Abbild Ches mit Barett, rotem Stern und einem über den Betrachter hinwegweisenden Blick zu einer der bekanntesten Aufnahmen des 20. Jahrhunderts geworden. Das Bild wurde von dem kubanischen Fotografen Alberto Korda bei einem Staatsbegräbnis am 5. März 1960 aufgenommen, bei dem Guevara neben anderen offiziellen Trauergästen auf einer Tribüne stand. Nach dem Tod Guevaras wurde das Foto vom Verleger Giangiacomo Feltrinelli weltweit verbreitet. Unter dem Einfluss der Studentenbewegung der 1960er Jahre in West-Berlin schuf der Künstler Wolf Vostell 1968 das Bild Che Guevara, eine Verwischung einer Fotografie des der Presse präsentierten Leichnam des Che Guevara.
Anlässlich Guevaras 20. Todestag fand in Ouagadougou eine Gedenkveranstaltung unter der Leitung von Thomas Sankara statt. Unter den Teilnehmern befand sich eine kubanische Delegation, der auch Guevaras Sohn Camilo angehörte.

### Kritik insbesondere an Menschenrechtsverletzungen
Der aus Kuba stammende US-Amerikaner Humberto Fontova beschreibt Guevara als ineffektiven wie brutalen Taktiker. Verschiedene Kritiker führen das Scheitern der von Guevara verantworteten Wirtschafts- und Industriepolitik auf seine Persönlichkeit wie auf unzureichende wirtschaftspolitische Konzepte zurück.
Guevara wurden darüber hinaus Folter und Ermordung hunderter kubanischer Häftlinge, der Mord an Kleinbauern im Operationsbereich seiner Guerillatruppen sowie später die Freude an der Exekution von Gegnern und die Einrichtung des ersten Arbeitslagers auf Kuba vorgeworfen. Seine Brutalität umschrieb er mit paradoxen Formeln, etwa der Definition des Ansporns des Revolutionärs in „einem unermesslichen Gefühl der Liebe“, wobei er sich gleichzeitig darin üben müsse, „eine kaltblütige Tötungsmaschine zu werden, angetrieben von blankem Hass“.
Eine entsprechende Beschreibung Guevaras als skrupellos und brutal in der linken taz rief im Oktober 2007 erhebliches Aufsehen in der deutschen linken Szene hervor, nachdem solche Kritik sonst eher Exilkubanern und früheren Dissidenten aus dem ehemaligen Ostblock zugeordnet worden war. Ähnlich umstritten war die Deutung Gerd Koenens, der von „phantastischen Weltbrandstiftungsszenarien“ Guevaras sprach, „die noch aus der ‚atomaren Asche‘ den Neuen Menschen entstehen sahen“.
Dem von ihm verkörperten Freiheitsideal widerspricht die häufig als stalinistisch definierte kompromisslose Politik gegenüber seinen Gegnern: Während seiner Zeit als Ankläger wurden in der als Gefängnis genutzten Festung La Cabaña als ehemalige Anhänger des Batista-Regimes, als Kollaborateure oder als Vertreter des US-Geheimdienstes beschuldigte Kubaner in revolutionären Militärtribunalen verurteilt. Diese zu Zeiten des Ausnahmezustands in der ersten Jahreshälfte 1959 abgehaltenen Verfahren entsprachen keinerlei rechtsstaatlichen Mindeststandards und lösten internationale Empörung aus. Über die Zahl der von Guevara direkt befohlenen Erschießungen gibt es keine genauen Angaben – 216 Fälle sind namentlich belegt, ein ehemaliger Angehöriger des Tribunals in La Cabaña geht von rund 400 aus, kubanische Oppositionelle rechnen teilweise mit wesentlich höheren Zahlen. Die in den Folgejahren häufigen, auch international kritisierten, Tötungen rechtfertigte Guevara 1964 ausdrücklich in einem Debattenbeitrag vor der Vollversammlung der Vereinten Nationen mit der Bemerkung, Kuba befinde sich in einem Kampf auf Leben und Tod. Als Industrieminister schickte Guevara zahlreiche „mangelnder revolutionärer Moral“ beschuldigte Mitarbeiter ohne Gerichtsurteil in das sogenannte „Lager für Besserungsarbeit“ auf der Halbinsel Guanahacabibes, eines der ersten von mehreren hundert in den ersten Revolutionsjahren entstandenen Zwangsarbeitslagern.
Der mexikanische Autor und spätere Außenminister im neoliberalen Kabinett Fox, Jorge Castañeda, nutzt seine Biographie Guevaras zur Illustration der Ansicht, wonach die Verehrung Guevaras und seiner militanten Thesen und Aktionen ein Grund für die verzögerte und lange marginale Herausbildung einer lateinamerikanischen Sozialdemokratie gewesen sei.

## Auszeichnungen und Ehrungen
- Ehrendoktor der pädagogischen Fakultät der Universidad Central von Santa Clara, Kuba, verliehen am 1. Januar 1960.
- Großkreuz des Ordens vom Kreuz des Südens, verliehen am 20. August 1961 vom brasilianischen Präsidenten Jânio da Silva Quadros.
- Ehrendoktor der Medizinischen Hochschule Havanna (UCMH), posthum verliehen am 13. Juni 2003.

## Werke

### Tagebücher
- Ich umarme dich mit all meiner revolutionären Hingabe. Gesammelte Briefe 1947-1967, Kiepenheuer & Witsch 2021. Titel des Origtinals: Epistolario. ISBN 978-3-462-00073-3[81]
- The Motorcycle Diaries. Latinoamericana. Tagebuch einer Motorradreise 1951/52. Kiepenheuer und Witsch, Köln 2004, ISBN 3-462-03449-9.
- Das magische Gefühl, unverwundbar zu sein. Lateinamerika-Reise 1953–56, u. a. mit Carlos Ferrer, Kiepenheuer und Witsch, Köln 2003.
- Episoden aus dem Revolutionskrieg, Röderberg, Frankfurt/Main 1981.
- Kubanisches Tagebuch, Erweiterte Neuausgabe, Kiepenheuer und Witsch, Köln 2008, ISBN 978-3-462-04040-1.
- Der afrikanische Traum. Das wieder aufgefundene Tagebuch vom revolutionären Kampf im Kongo. Kiepenheuer und Witsch, Köln 2000, ISBN 3-462-02899-5.
- Bolivianisches Tagebuch. Trikont, München 1968 (Auszüge)., Vollständige Ausgabe, Pahl-Rugenstein, Bonn 1990, Kiepenheuer und Witsch, Köln 2008.

### Sachbücher
- Der Partisanenkrieg. Deutscher Militärverlag, Berlin 1962 (erste deutsche Ausgabe).
- Ökonomie und neues Bewusstsein. Schriften zur politischen Ökonomie, Wagenbach, Berlin 1969.
- Brandstiftung oder neuer Friede? Reden und Aufsätze, Rowohlt, Reinbek 1969.

### Ausgewählte Werke in Einzelausgaben
- Band 1, Guerillakampf und Befreiungsbewegung Weltkreis, Dortmund 1986.
- Band 2, Cubanisches Tagebuch, Pahl-Rugenstein, Bonn 1990.
- Band 3, Aufsätze zur Wirtschaftspolitik, Weltkreis Verlag, Dortmund 1988.
- Band 4, Schriften zum Internationalismus, Weltkreis Verlag, Dortmund 1989.
- Band 5, Das vollständige bolivianische Tagebuch, Pahl-Rugenstein, Bonn 1990.
- Band 6, Der neue Mensch: Entwürfe für das Leben in der Zukunft, Pahl-Rugenstein, Bonn 1995.

## Filme
- Stoßtrupp ins Jenseits. (El „Che“ Guevara. Italien 1968, Regie: Paolo Heusch, gescheiterter Revolutionsversuch und Tod in Bolivien, mit Francisco Rabal als Che Guevara).
- Che! Spielfilm, USA 1968, Regie: Richard Fleischer, Hauptdarsteller: Omar Sharif.
- Ein Foto geht um die Welt. 1981, Regie: Pedro Chaskel.
- Unter Legenden der Sierra Maestra. 1988, Regie: Rebeca Chávez.
- Ernesto Che Guevara, das bolivianische Tagebuch. Dokumentation, Frankreich, Schweiz 1994, Regie: Richard Dindo.
- El Che. Dokumentation und Doku-Drama, Frankreich, Spanien 1997, 96 Min., Buch: Pierre Kalfon, Maurice Dugowson, Regie: Maurice Dugowson, Produktion: Cinétévé, Igedo Komunikazioa, Canal+ France, Canal+ España, Canal+ Belgique, RAI u. a., Bonusaufnahmen: Tracing Che, 2002, 54 Min., Inhaltsangabe von der NYT.
- Che Guevara Mythos. Das Bild des legendären Revolutionärs im Kuba von heute. Dokumentation, Deutschland, 1997, 30 Min., Buch und Regie: Peter Puhlamm, Produktion: SWF, Erstausstrahlung: 19. November 1997.
- Fidel & Che. (OT: Fidel.) TV-Spielfilm, USA 2002, 123 Min., Regie: David Attwood.
- Wege der Revolution – Che Guevara. (OT: Che Guevara donde nunca jamás se lo imaginan.) 55 Min., Regie: Manuel Pérez, Kuba 2004.
- Die Reise des jungen Che. Spielfilm, USA, Deutschland, Großbritannien, Argentinien, Chile, Peru 2004, Regie: Walter Salles.
- Mythos Che Guevara. Dokumentation, Deutschland, 2005, Produktion: ZDF, Reihe: History, Erstausstrahlung: 10. Juli 2005.
- Schnappschuss mit Che. Dokumentation, Deutschland 2007, 45 Min., Regie: Wilfried Huismann, Produktion: WDR, Erstausstrahlung: 10. Oktober 2007, Inhaltsangabe und Interview (Memento vom 12. April 2008 im Internet Archive) vom WDR
- Che Guevara – Der Tod und der Mythos. (Alternativtitel: Che Guevara – Der Körper und der Mythos.) Dokumentation, Italien, 2007, 53 Min., Buch und Regie: Stefano Missio und Raffaele Brunetti, Produktion: B&B1, Arte, ZDF, Erstausstrahlung: 2. Oktober 2007, Inhaltsangabe von arte.
- Che. Übergreifender Titel zweier Spielfilme von Steven Soderbergh, USA, Frankreich, Spanien 2008. Die Titel der einzelnen Filme lauten Che – Revolución und Che – Guerrilla. Premiere: 21. Mai 2008 bei den Filmfestspielen von Cannes.